# The Massacre
The Massacre – drugi studyjny album amerykańskiego rapera 50 Centa.

## Sprzedaż
Album sprzedał się w liczbie 1 150 000 egzemplarzy w pierwszych czterech dniach od wydania, stał się szóstym najlepiej sprzedającym się albumem według Nielsen SoundScan. Został zatwierdzony jako podwójna platyna w czasie krótszym niż miesiąc, a zakończył jako drugi najlepiej sprzedający się album w 2005 roku ze 4.850.000 egzemplarzy w Stanach Zjednoczonych, za albumem Mariah Carey, The Emancipation of Mimi. W Niemczech jest to najlepiej sprzedający się album w jego karierze z 200 000 egzemplarzy na koncie. Znalazł się na 37-tej pozycji najlepszych albumów w latach 2000–2009 przez magazyn Billboard.

## Lista utworów
| #  | Tytuł                             | Goście                                        | Producenci                 | Czas |
| -- | --------------------------------- | --------------------------------------------- | -------------------------- | ---- |
| 1  | Intro                             |                                               | Eminem                     | 0:41 |
| 2  | In My Hood                        |                                               | C. Styles & Bang Out       | 3:51 |
| 3  | This Is 50                        |                                               | Black Jeruz & Sha Money XL | 3:04 |
| 4  | I'm Supposed To Die Tonight       |                                               | Eminem & Luis Resto        | 3:51 |
| 5  | Piggy Bank                        |                                               | Needlz                     | 4:15 |
| 6  | Gatman And Robbin'                | Eminem                                        | Eminem                     | 3:46 |
| 7  | Candy Shop                        | Olivia                                        | Scott Storch               | 3:29 |
| 8  | Outta Control                     |                                               | Dr. Dre & Mike Elizondo    | 3:21 |
| 9  | Get In My Car                     |                                               | Hi-Tek                     | 4:05 |
| 10 | Ski Mask Way                      |                                               | Disco D                    | 3:05 |
| 11 | A Baltimore Love Thing            |                                               | Cue Beats                  | 4:17 |
| 12 | Ryder Music                       |                                               | Hi-Tek                     | 3:51 |
| 13 | Disco Inferno                     |                                               | C. Styles & Bang Out       | 3:34 |
| 14 | Just A Lil Bit                    |                                               | Scott Storch               | 3:57 |
| 15 | Gunz Come Out                     |                                               | Dr. Dre & Mike Elizondo    | 4:24 |
| 16 | My Toy Soldier                    | Tony Yayo                                     | Eminem                     | 3:44 |
| 17 | Position Of Power                 |                                               | Jonathan „J.R.” Rotem      | 3:12 |
| 18 | Build You Up                      | Jamie Foxx                                    | Scott Storch               | 2:55 |
| 19 | God Gave Me Style                 |                                               | Needlz                     | 3:01 |
| 20 | So Amazing                        | Olivia                                        | Jonathan „J.R.” Rotem      | 3:16 |
| 21 | I Don't Need 'Em                  |                                               | Buckwild                   | 3:20 |
| 22 | Hate It or Love It (G-Unit Remix) | The Game, Lloyd Banks, Tony Yayo & Young Buck | Cool & Dre                 | 4:24 |

## Certyfikacje
| Kraj   | Certyfikacja | Sprzedaż |
| ------ | ------------ | -------- |
| Niemcy | Platyna      | 200.000  |